# Teenage Dream
Teenage Dream er det andet studiealbum af den amerikanske pop-sangerinde Katy Perry. Det udkom den 24. august 2010 i USA, hvor det efterfølgende debuterede som #1 på den amerikanske albumhitliste, Billboard 200. Albummet har affødt singlerne, "California Gurls" (featuring Snoop Dogg), "Teenage Dream", og "Firework", som alle har ligget #1 på singlehitlisten, Billboard Hot 100. Det er første gang i 11 år at en kvindelig kunstner har haft tre #1-singler i træk fra samme album, siden R&B-sangerinden Monica havde i 1999.
Ifølge Metacritic, som udregner en pointsum på baggrund af omtaler fra musikkritikere, har Teenage Dream fået et gennemsnit på 52 ud af 100 point, baseret på 19 anmeldelser, hvilket indikerer "blandede og gennemsnitlige anmeldelser". Albummet har ligget i top 10 i 20 lande, og har solgt platin i Australien, Canada, New Zealand og Storbritannien.
Teenage Dream blev nomineret til en amerikansk Grammy Award for årets album, ligesom singlerne "California Gurls" og "Teenage Dream" blev nomineret til henholdsvis "Best Pop Collaboration with Vocals" og "Best Female Pop Vocal Performance".

## Trackliste
Alle sange skrevet og komponeret af Katy Perry; yderligere sangskrivere er noteret herunder. 
| #   | Titel                                     | Sangskriver(e)                                                   | Producer(e)                        | Længde |
| --- | ----------------------------------------- | ---------------------------------------------------------------- | ---------------------------------- | ------ |
| 1.  | "Teenage Dream"                           | Lukasz Gottwald, Max Martin, Benjamin Levin, Bonnie McKee        | Dr. Luke, Benny Blanco, Max Martin | 3:47   |
| 2.  | "Last Friday Night (T.G.I.F.)"            | Gottwald, Martin, McKee                                          | Dr. Luke, Max Martin               | 3:50   |
| 3.  | "California Gurls" (featuring Snoop Dogg) | Gottwald, Martin, Levin, McKee, Calvin Broadus                   | Dr. Luke, Benny Blanco, Max Martin | 3:54   |
| 4.  | "Firework"                                | Mikkel S. Eriksen, Tor Erik Hermansen, Sandy Wilhelm, Ester Dean | Stargate, Sandy Vee                | 3:47   |
| 5.  | "Peacock"                                 | Eriksen, Hermansen, Dean                                         | Stargate                           | 3:51   |
| 6.  | "Circle the Drain"                        | Christopher Stewart, Monte Neuble                                | Tricky Stewart                     | 4:32   |
| 7.  | "The One That Got Away"                   | Gottwald, Martin                                                 | Dr. Luke, Max Martin               | 3:47   |
| 8.  | "E.T."                                    | Gottwald, Martin, Joshua Coleman                                 | Dr. Luke, Ammo, Max Martin         | 3:26   |
| 9.  | "Who Am I Living For?"                    | Stewart, Neuble, Brian Thomas                                    | Tricky Stewart                     | 4:08   |
| 10. | "Pearl"                                   | Greg Wells, Stewart                                              | Greg Wells                         | 4:07   |
| 11. | "Hummingbird Heartbeat"                   | Stewart, Stacy Barthe, Neuble                                    | Tricky Stewart                     | 3:32   |
| 12. | "Not Like the Movies"                     | Wells                                                            | Greg Wells                         | 4:01   |

## The Complete Confection
Genudgivelsen af albummet fik undertitlen "The Complete Confection" og blev udgivet den 22. marts 2012. Albummet indeholder hele Teenage Dream'-udgivelsen, samt tre remix (E.T, Last Friday Night (T.G.I.F.) og en akustisk version af The One That Got Away). Derudover er der tre nye sange der ikke kom med på den originale udgave, heriblandt Part of Me, samt de to helt nye sange Wide Awake og Dressin' Up.

## Hitlister og certifikationer
| Hitlister (2010–11) | Højeste placering |
| ------------------- | ----------------- |
| Australien          | 1                 |
| Østrig              | 1                 |
| Belgien (Flanderen) | 10                |
| Belgien (Vallonien) | 5                 |
| Brasilien           | 4                 |
| Canada              | 1                 |
| Tjekkiet            | 8                 |
| Danmark             | 14                |
| Holland             | 6                 |
| Europa Top-100      | 1                 |
| Finland             | 8                 |
| Frankrig            | 3                 |
| Tyskland            | 5                 |
| Grækenland          | 2                 |
| Ungarn              | 9                 |
| Irland              | 1                 |
| Italien             | 3                 |
| Mexico              | 11                |
| New Zealand         | 1                 |
| Norge               | 18                |
| Polen               | 7                 |
| Portugal            | 11                |
| Skotland            | 1                 |
| Spanien             | 4                 |
| Sverige             | 11                |
| Schweiz             | 4                 |
| Storbritannien      | 1                 |
| USA Billboard 200   | 1                 |

| Hitliste (2010)   | Placering |
| ----------------- | --------- |
| Australien        | 10        |
| Canada            | 5         |
| Europa Top-100    | 25        |
| Frankrig          | 51        |
| Tyskland          | 51        |
| Mexico            | 77        |
| New Zealand       | 8         |
| Schweiz           | 52        |
| Storbritannien    | 15        |
| USA Billboard 200 | 40        |
| Hitliste (2011)   | Placering |
| Australien        | 18        |
| Canada            | 5         |
| Frankrig          | 49        |
| Italien           | 76        |
| Mexico            | 42        |
| New Zealand       | 7         |
| Storbritannien    | 25        |
| USA Billboard 200 | 10        |

| Land           | Udgiver      | Certifikationer |
| -------------- | ------------ | --------------- |
| Argentina      | CAPIF        | Guld            |
| Australien     | ARIA         | 4x Platin       |
| Østrig         | IFPI         | Guld            |
| Belgien        | Ultratop     | Guld            |
| Canada         | Music Canada | 4x Platin       |
| Chile          | IFPI         | Guld            |
| Colombia       | IFPI         | Platin          |
| Filippinerne   | PARI         | Platin          |
| Danmark        | IFPI Danmark | Guld            |
| Europa         | IFPI         | Platin          |
| Frankrig       | SNEP         | Platin          |
| Tyskland       | BVMI         | Platin          |
| Irland         | IRMA         | 2x Platin       |
| Italien        | FIMI         | Guld            |
| Mexico         | AMPROFON     | Platin          |
| New Zealand    | RIANZ        | 3x Platin       |
| Schweiz        | IFPI Schweiz | Guld            |
| Storbritannien | BPI          | 3x Platin       |
| USA            | RIAA         | 2x Platin       |

#### Hitliste før og efter
| Efterfulgte: The Final Frontier af Iron Maiden        | Canada nummer et-albummer 11. september 2010              | Efterfulgtes af: A Place Called Love af Johnny Reid |
| Efterfulgte: Recovery af Eminem                       | Irland nummer et-albummer 2. september 2010               | Efterfulgtes af: Mayhem af Imelda May               |
| Efterfulgte: Recovery af Eminem                       | US Billboard 200 nummer et-albummer 11. september 2010    | Efterfulgtes af: Asylum af Disturbed                |
| Efterfulgte: Recovery af Eminem                       | Storbritannien nummer et-albummer 11.-18.. september 2010 | Efterfulgtes af: Flamingo af Brandon Flowers        |
| Efterfulgte: Recovery af Eminem                       | Skotland nummer et-albummer 11.-18. september 2010        | Efterfulgtes af: Flamingo af Brandon Flowers        |
| Efterfulgte: Recovery af Eminem                       | Australien nummer et-albummer 6.-20. september 2010       | Efterfulgtes af: A Thousand Suns af Linkin Park     |
| Efterfulgte: Bring mich nach Hause af Wir sind Helden | Østrig nummer et-albummer 17.. september 2010             | Efterfulgtes af: A Thousand Suns af Linkin Park     |

### Genudgivelsesversion

#### Hitliste
| Hitliste (2012)     | Højeste placering |
| ------------------- | ----------------- |
| Australien          | 5                 |
| Belgien (Flanderen) | 14                |
| Belgien (Vallonien) | 39                |
| Brasilien           | 10                |
| Holland             | 44                |
| Finland             | 18                |
| Frankrig            | 18                |
| New Zealand         | 2                 |
| Sverige             | 48                |
| Storbritannien      | 61                |

- ↑1 I Storbritannien blev The Complete Confection kombineret med den originale placering på listen for Teenage Dream, hvilket sendte albummet tilbage på en sjetteplads i ugen for udgivelsen.
- ↑2 I New Zealand blev The Complete Confection kombineret med den originale placering på listen for Teenage Dream, hvilket sendte albummet tilbage på en 13. plads i ugen for udgivelsen. I ugen med den 16. juli, hoppede The Complete Confection op på tredjepladsen og ugen efter på andenpladsen.